# Ochotyra semiusta
Ochotyra semiusta is een keversoort uit de familie Rhagophthalmidae. De wetenschappelijke naam van de soort is voor het eerst geldig gepubliceerd in 1862 door Francis Polkinghorne Pascoe.